# Piotr Koudriavtsev
Pour les articles homonymes, voir Koudriavtsev.
Piotr Nikolaïevitch Koudriavtsev (Пётр Никола́евич Кудря́вцев), né le 4/16 août 1816 à Moscou et mort le 18/30 janvier 1858 à Moscou, est un écrivain et historien russe, critique littéraire et professeur d'histoire. Il était ami de Timofeï Granovski.

## Biographie
Koudriavtsev est le fils d'un prêtre orthodoxe de Moscou et sa mère est la fille d'un prêtre orthodoxe; elle meurt en 1824, lorsqu'il a huit ans. Il étudie au séminaire orthodoxe de Moscou jusqu'en 1836; mais ensuite contre la volonté de son père il s'inscrit à la faculté de philosophie de l'université de Moscou. Il commence sa carrière de romancier et de novelliste à la fin des années 1830, publiant par exemple les nouvelles Katenka Pilaïeva, Antonina, Deux passions, La Flûte qui sont favorablement remarquées par Vissarion Belinsky. En 1841, alors qu'il enseigne les lettres russes (de 1840 à 1843) à l'orphelinat des fils d'officiers de Moscou, il commence à publier des articles littéraires ou sur l'art pour les Annales de la Patrie et Le Contemporain. D'autres nouvelles suivent, dont La Fleur, empreinte de mélancolie, Perplexité, Le Tableau vivant, La Dernière visite, L'Erreur, Sboïev, Sans aube, louées pour leur perspicacité et leur profondeur psychologique. En 1845, il fait un séjour d'un semestre à Berlin où il assiste aux cours de Schelling, puis à Heidelberg, Paris, Munich et Dresde. Il commence à enseigner l'histoire en 1847 à l'université impériale de Moscou.
En 1850, il publie sa thèse d'histoire, son magnum opus intitulé Le Destin de l'Italie de la chute de l'Empire romain d'Occident, jusqu'à son renouveau par Charlemagne (Судьбы Италии от падения Западной Римской империи до восстановления её Карлом Великим) et il est nommé professeur extraordinaire en 1851; dès lors se concentre sur des sujets d'histoire, des articles de critique et des essais. Il est nommé professeur ordinaire en 1855. Il fait un second voyage en Europe occidentale à l'automne 1856 au cours duquel sa femme (Varvara Arsenievna Nelidova, épousée en 1849) meurt. Il est considéré par Timofeï Granovski comme une auorité majeure en Russie sur l'histoire de la Rome antique et de l'Italie à son époque. De 1856 à sa mort, il dirige la section politique du Messager russe.
Il meurt de la tuberculose en 1858. Il est enterré au cimetière Danilovskoïé de Moscou, où sa tombe n'a pas été conservée.